# Призрак Хелен Уолкер
«Призрак Хелен Уолкер» (англ. The Haunting of Helen Walker) — телефильм. Экранизация  новеллы Генри Джеймса "Поворот винта", опубликованной в 1898 году.

## Сюжет
Эксцентричный богатый джентльмен нанимает молодую женщину в качестве воспитательницы для двух маленьких детей, живущих в уединённом поместье. Приехав туда, она замечает некоторые странности в поведении детей и вскоре узнаёт, что они одержимы призраками бывших слуг — камердинера Питера Квинта и гувернантки мисс Джессел.

## В ролях
- Валери Бертинелли — Хелен Уолкер
- Дайана Ригг — миссис Гроуз
- Майкл Гоф — Барнаби
- Кристофер Гард — Питер Квинт
- Элизабет Хири — мисс Джессел

## Интересные факты
- Особую пикантность фильму придает известная композиция "Прелюдия Ми-Минор (Ор.28 No.4)" Фредерика Шопена.